# Gerd Geerling
Gerd Geerling (* 9. Juni 1965 in Köln) ist ein deutscher Facharzt für Augenheilkunde. Er ist Professor und seit 2011 Direktor der Universitäts-Augenklinik Düsseldorf.

## Leben
Geerling besuchte das Norbert-Gymnasium Knechtsteden und studierte Humanmedizin an der RWTH Aachen und an einem Lehrkrankenhaus des King’s College London. 1994 wurde er von M. Reim über Untersuchungen von Hornhaut und Bindehaut nach Verätzung mittels Rasterelektronenmikroskopie und Energie-dispersiver Röntgenanalyse promoviert. 1996 erhielt er die Facharztanerkennung und war bis 2005 an der Augenklinik in Lübeck am Universitätsklinikum Schleswig-Holstein tätig. In dieser Zeit arbeitete er auch als Gastwissenschaftler am Institut für Biomedizinische Optik (vormals Medizinisches Laserzentrum) der Universität zu Lübeck.
Von 1997 bis 2000 und im Jahr 2003 absolvierte er zwei Forschungsaufenthalte am Moorfields Eye Hospital und Institute of Ophthalmology in London, davon je 18 Monate als Stipendiat der DFG und der Special Trustees des Moorfields Eye Hospital. Dort erlernte er die Techniken der lamellären Hornhautchirurgie von John KG Dart und der plastischen Chirurgie von J Richard O Collin und Geoffrey E Rose. Dazu arbeitete er in der grundlagenwissenschaftlichen Forschungsgruppe von Sir Peng T Khaw über die Wundheilungsreaktion des Auges.
2000 wurde Geerling Oberarzt in Lübeck und führte dort die Techniken der lamellären Hornhauttransplantation ein. 2004 wurde er Geschäftsführender Oberarzt der Lübecker Augenklinik. 2003 habilitierte er sich in Lübeck mit der Arbeit Natürliche Tränenersatzmittel. 2005 wechselte er als Professor für Ophthalmologie an das Universitätsklinikum Würzburg und war als leitender Oberarzt und Stellvertreter des Klinikdirektors tätig. Dort erlernte er die Glaukomchirurgie und baute die Lions-Hornhautbank aus. 2011 wechselte er als Professor für Augenheilkunde an die Universität Düsseldorf, wo er Direktor der Universitäts-Augenklinik wurde.
Geerling ist u. a. Mitglied der Deutschen Ophthalmologischen Gesellschaft, wurde mit zahlreichen internationalen Preisen ausgezeichnet (darunter die Médaille d’Or Paul Chibret 2021) und ist seit 2005 Herausgeber der Fachzeitschrift Current Eye Research.

## Wissenschaftliche Schwerpunkte
Geerlings klinische und wissenschaftliche Interessen und Forschungsschwerpunkte liegen in der Entwicklung einer natürlichen Tränenersatzflüssigkeit und Ersatzgeweben zur Rekonstruktion und Regeneration der Augenoberfläche sowie in der Entwicklung neuer Transplantationstechniken zur Behandlung von Hornhaut- und Augenoberflächenerkrankungen, insbesondere des Trockenen Auges, der Hornhautendotheldystrophien und des Keratokonus. Er führte als einer der Ersten die Methoden der tiefen anterioren lamellären Keratoplastik und Endothelkeratoplastik in Deutschland und die Anwendung der intraoperativen optischen Kohärenztomographie ein.
Sein operativer Schwerpunkt liegt in der Chirurgie des vorderen Augenabschnitts, insbesondere der Keratoplastik, wobei er sich neben der perforierenden Hornhauttransplantation sich auf die Methode der Descemet-Membran Endothelkeratoplastik (DMEK) spezialisiert hat. Ein weiterer Schwerpunkt ist die Chirurgie der Glaukome und der plastischen Chirurgie im Bereich der Augenlider und Tränenwege sowie die Behandlung von Tumoren und entzündlichen Veränderungen der Augenhöhle.
Er hat über 150 Beiträge in wissenschaftlichen Fachzeitschriften und Büchern publiziert und zwei Bücher herausgegeben.

## Veröffentlichungen (Auswahl)
- Transplantation of the autologous submandibular gland for most severe cases of keratoconjunctivitis sicca. Zusammen mit Peter Sieg, Gerd-Otto Bastian, Horst Laqua. In: „Ophthalmology“. New York 1998. Nr. 105, S. 327–335, ISSN 0161-6420.
- Intraoperative 2-Dimensional Optical Coherence Tomography as a New Tool for Anterior Segment Procedures. Zusammen mit Maya Müller, Christian Winter, Hans Hoerauf, S. Oelkers, Horst Laqua, Reginald Birngruber. In: „Archives of Ophthalmology“. New York 2005. Nr. 123, S. 253–257.[4]
- Keratoplastik – Eine vereinfachte Klassifikation. Terminologie zur Erfassung aktueller Operationskonzepte. Zusammen mit Berthold Seitz. In: „Klinische Monatsblätter für Augenheilkunde“, Stuttgart 2005, ISSN 0023-2165.
- Autologous Serum Eyedrops for Ocular Surface Disorders. Zusammen mit Dirk Hartwig. In: „Essentials in Ophthalmology“. Springer, Berlin und Heidelberg 2006, ISSN 1612-3212.
- Surgery for the Dry Eye: Scientific Evidence and Guidelines for the Clinical Management of Dry Eye Associated Ocular Surface Disease (Developments in Ophthalmology). Herausgeber, zusammen mit Horst Brewitt. Karger, Basel 2008, ISBN 978-3-8055-8376-3.
- Influence of Corneal Collagen Crosslinking With Riboflavin and Ultraviolet-A Irradiation on Excimer Laser Surgery. Zusammen mit Daniel Kampik, Bernhard Ralla, Sabine Keller, Mathias Hirschberg, Peter Friedl. In: „Investigative Ophthalmology & Visual Science“. Hagerstown 2010, Nr. 8, S. 3929–3934, ISSN 0146-0404.
- 1-Jahres-Ergebnisse nach posteriorer lamellärer Keratoplastik mit manuell disseziertem Spendermaterial. Zusammen mit Katharina Weller, Daniel Unterlauft. In: „Klinische Monatsblätter für Augenheilkunde“, Stuttgart 2010, Nr. 227, S. 460–466, ISSN 0023-2165.
- The International Workshop on Meibomian Gland Dysfunction: Report of the Subcommittee on Management and Treatment of Meibomian Gland Dysfunction. Zusammen mit Joseph Tauber, Christophe Baudouin, Eiki Goto, Yukihiro Matsumoto, Terrence O’Brien, Maurizio Rolando, Kazuo Tsubota and Kelly K. Nichols. In: „Investigave Ophthalmol & Visual Science“. März 2011.